# Issenhausen
Issenhausen (prononcé [isənawzən]) est une commune française de la plaine d'Alsace située à 29,2 km au nord-ouest de Strasbourg dans la circonscription administrative du Bas-Rhin et, depuis le 1er janvier 2021, dans le territoire de la Collectivité européenne d'Alsace, en région Grand Est.
Cette commune se trouve dans la région historique et culturelle d'Alsace.
Village de milieu rural, Issenhausen est intégrée dans la communauté de communes du pays de la Zorn qui regroupe 27 localités autour de Hochfelden.

## Géographie

### Localisation
Issenhausen est située à 35 km au nord-ouest de Strasbourg, entre la plaine d'Alsace et le piémont (contrefort) vosgien sur des terrains sédimentaires (lœss). Le paysage est constitué de collines (le point culminant se trouve sur le Moenchberg à 254 mètres). 
Le village de type « village-rue » se trouve à flanc de colline et l'ensemble du territoire communal forme une cuvette.

### Communes limitrophes
| Kirrwiller   |                        | Buswiller  |
| Bosselhausen | Issenhausen            | Ringendorf |
| Zœbersdorf   | Wickersheim-Wilshausen | Lixhausen  |

### Hydrographie
La commune est dans le bassin versant du Rhin au sein du bassin Rhin-Meuse. Elle est drainée par le ruisseau le Bachgraben,.
Le Bachgraben, d'une longueur de 13 km, prend sa source dans la commune de Bouxwiller et se jette  dans la Zorn à Hochfelden, après avoir traversé huit communes. 

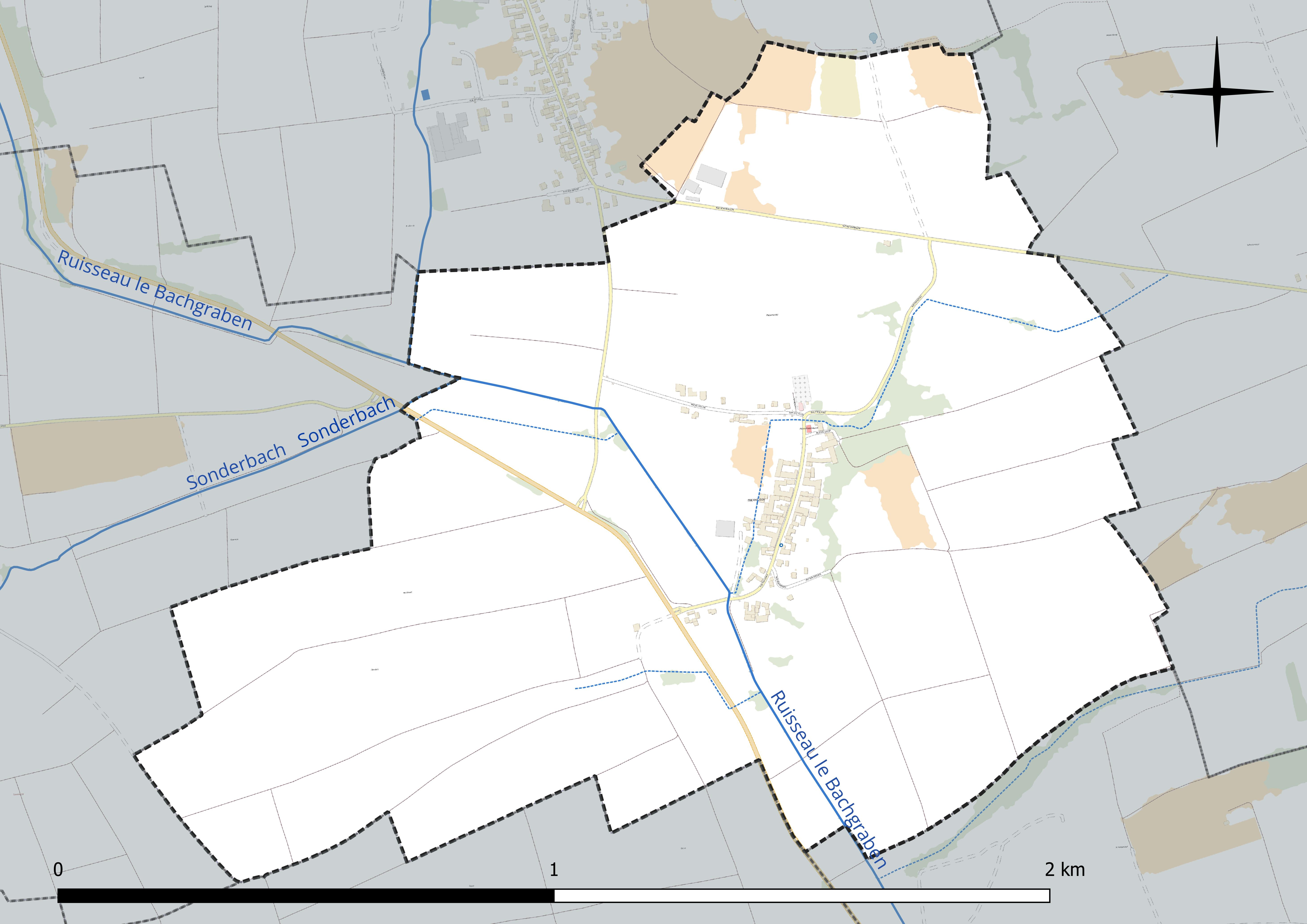
Réseau hydrographique d'Issenhausen.

### Climat
Pour des articles plus généraux, voir Climat du Grand Est et Climat du Bas-Rhin.
En 2010, le climat de la commune est de type climat des marges montargnardes, selon une étude du Centre national de la recherche scientifique s'appuyant sur une série de données couvrant la période 1971-2000. En 2020, Météo-France publie une typologie des climats de la France métropolitaine dans laquelle la commune est exposée à un climat semi-continental et est dans la région climatique  Vosges, caractérisée par une pluviométrie très élevée (1 500 à 2 000 mm/an) en toutes saisons et un hiver rude (moins de 1 °C). 
Pour la période 1971-2000, la température annuelle moyenne est de 10,4 °C, avec une amplitude thermique annuelle de 17,6 °C. Le cumul annuel moyen de précipitations est de 815 mm, avec 10,5 jours de précipitations en janvier et 10,3 jours en juillet. Pour la période 1991-2020, la température moyenne annuelle observée sur la station météorologique de Météo-France la plus proche, « Uhrwiller_sapc », sur la commune de Uhrwiller à 9 km à vol d'oiseau, est de 10,9 °C et le cumul annuel moyen de précipitations est de 740,0 mm. 
La température maximale relevée sur cette station est de 38,7 °C, atteinte le 7 août 2015 ; la température minimale est de −18 °C, atteinte le 20 décembre 2009,,. 
Les paramètres climatiques de la commune ont été estimés pour le milieu du siècle (2041-2070) selon différents scénarios d'émission de gaz à effet de serre à partir des nouvelles projections climatiques de référence DRIAS-2020. Ils sont consultables sur un site dédié publié par Météo-France en novembre 2022.

## Urbanisme

### Typologie
Au 1er janvier 2024, Issenhausen est catégorisée commune rurale à habitat dispersé, selon la nouvelle grille communale de densité à sept niveaux définie par l'Insee en 2022.
Elle est située hors unité urbaine. Par ailleurs la commune fait partie de l'aire d'attraction de Strasbourg (partie française), dont elle est une commune de la couronne,. Cette aire, qui regroupe 268 communes, est catégorisée dans les aires de 700 000 habitants ou plus (hors Paris),.

### Occupation des sols
L'occupation des sols de la commune, telle qu'elle ressort de la base de données européenne d’occupation biophysique des sols Corine Land Cover (CLC), est marquée par l'importance des territoires agricoles (99,2 % en 2018), une proportion sensiblement équivalente à celle de 1990 (100 %). La répartition détaillée en 2018 est la suivante : 
terres arables (80,1 %), zones agricoles hétérogènes (12 %), cultures permanentes (7,1 %), mines, décharges et chantiers (0,8 %). L'évolution de l’occupation des sols de la commune et de ses infrastructures peut être observée sur les différentes représentations cartographiques du territoire : la carte de Cassini (XVIIIe siècle), la carte d'état-major (1820-1866) et les cartes ou photos aériennes de l'IGN pour la période actuelle (1950 à aujourd'hui).

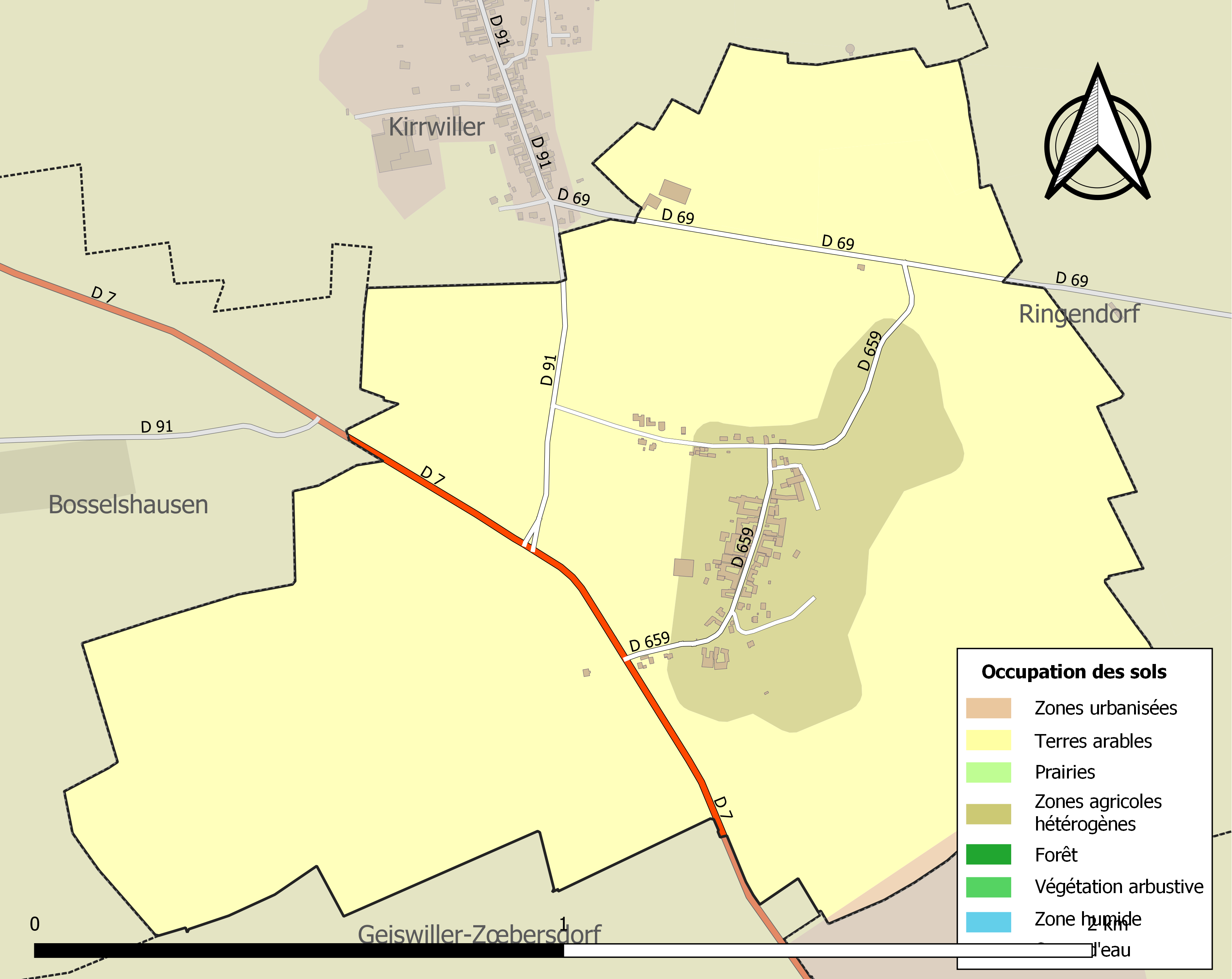
Carte des infrastructures et de l'occupation des sols de la commune en 2018 (CLC).

## Histoire

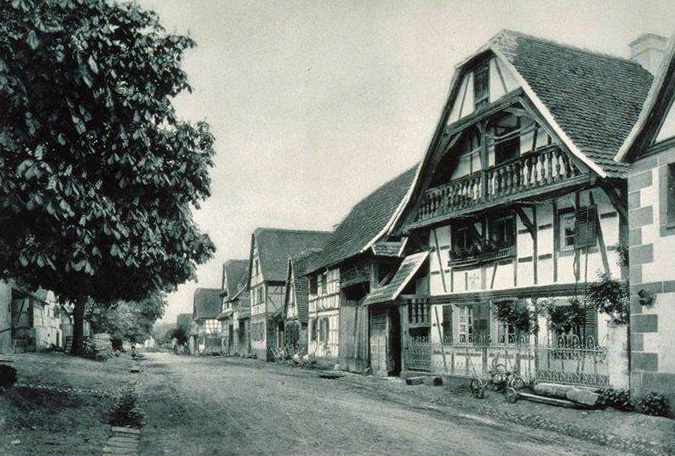
Maison à colombages photographiée en 1906.

### Origine
Le nom du village signifie « la maison de la source » d'après la première forme écrite au IXe siècle : « isanhusan » (Dictionnaire étymologique et historique des noms de lieux en Alsace). Probablement du fait des nombreux puits et résurgences présent dans la commune située en cuvette.
À l'origine propriété de l'abbaye de Marmoutier, le ban communal a appartenu à différentes grandes familles d'Alsace et de Lorraine dont la famille Hanau-Lichtenberg.
Le village fut démoli pendant la guerre de Trente Ans et ne sera reconstruit qu'au XVIIIe siècle.

### Description d'Issenhausen en 1702
« Hissenhus est un petit village situé dans un fond sans aucune église n'y autre chose remarquable. »
Rapport de l'ingénieur militaire de Neuf-Brisach, Guillin

## Politique et administration

### Liste des maires
| Période                                  | Période   | Identité         | Étiquette | Qualité |
| ---------------------------------------- | --------- | ---------------- | --------- | ------- |
| Les données manquantes sont à compléter. |           |                  |           |         |
| mars 2001                                | mars 2008 | Georges Roth     |           |         |
| mars 2008                                | mai 2020  | Francy Jacob     |           |         |
| 2020                                     | En cours  | Jérôme Guerreiro |           |         |

## Population et société

### Démographie
L'évolution du nombre d'habitants est connue à travers les recensements de la population effectués dans la commune depuis 1793. Pour les communes de moins de 10 000 habitants, une enquête de recensement portant sur toute la population est réalisée tous les cinq ans, les populations de référence des années intermédiaires étant quant à elles estimées par interpolation ou extrapolation. Pour la commune, le premier recensement exhaustif entrant dans le cadre du nouveau dispositif a été réalisé en 2007.

En 2022, la commune comptait 108 habitants, en stagnation par rapport à 2016 (Bas-Rhin : +3,17 %, France hors Mayotte : +2,11 %).
| 1793 | 1800 | 1806 | 1821 | 1831 | 1836 | 1841 | 1846 | 1851 |
| ---- | ---- | ---- | ---- | ---- | ---- | ---- | ---- | ---- |
| 97   | 127  | 127  | 124  | 147  | 115  | 143  | 154  | 157  |

| 1856 | 1861 | 1866 | 1871 | 1875 | 1880 | 1885 | 1890 | 1895 |
| ---- | ---- | ---- | ---- | ---- | ---- | ---- | ---- | ---- |
| 130  | 143  | 148  | 159  | 159  | 152  | 148  | 139  | 142  |

| 1900 | 1905 | 1910 | 1921 | 1926 | 1931 | 1936 | 1946 | 1954 |
| ---- | ---- | ---- | ---- | ---- | ---- | ---- | ---- | ---- |
| 134  | 135  | 123  | 109  | 102  | 104  | 106  | 121  | 95   |

| 1962 | 1968 | 1975 | 1982 | 1990 | 1999 | 2006 | 2007 | 2012 |
| ---- | ---- | ---- | ---- | ---- | ---- | ---- | ---- | ---- |
| 88   | 80   | 80   | 85   | 74   | 89   | 94   | 95   | 109  |

| 2017 | 2022 | - | - | - | - | - | - | - |
| ---- | ---- | - | - | - | - | - | - | - |
| 111  | 108  | - | - | - | - | - | - | - |

## Économie
La commune a une vocation essentiellement agricole. 94 % de la surface du ban communal est consacrée aux exploitations agricoles (essentiellement cultures de céréales).
La commune ne dispose pas de commerces de proximité.

## Culture locale et patrimoine

### Lieux et monuments
La commune ne dispose pas de patrimoine classé, mais possède néanmoins quelques maisons à colombages typiques dont certaines datent du XVIIIe siècle.
- Petite église construite en 1850 et transformée en 1914[21].
- Ferme 21 rue Principale[22].
- Ferme 15 rue Principale[23].
- Ferme 2 rue Principale[24].

### Galerie

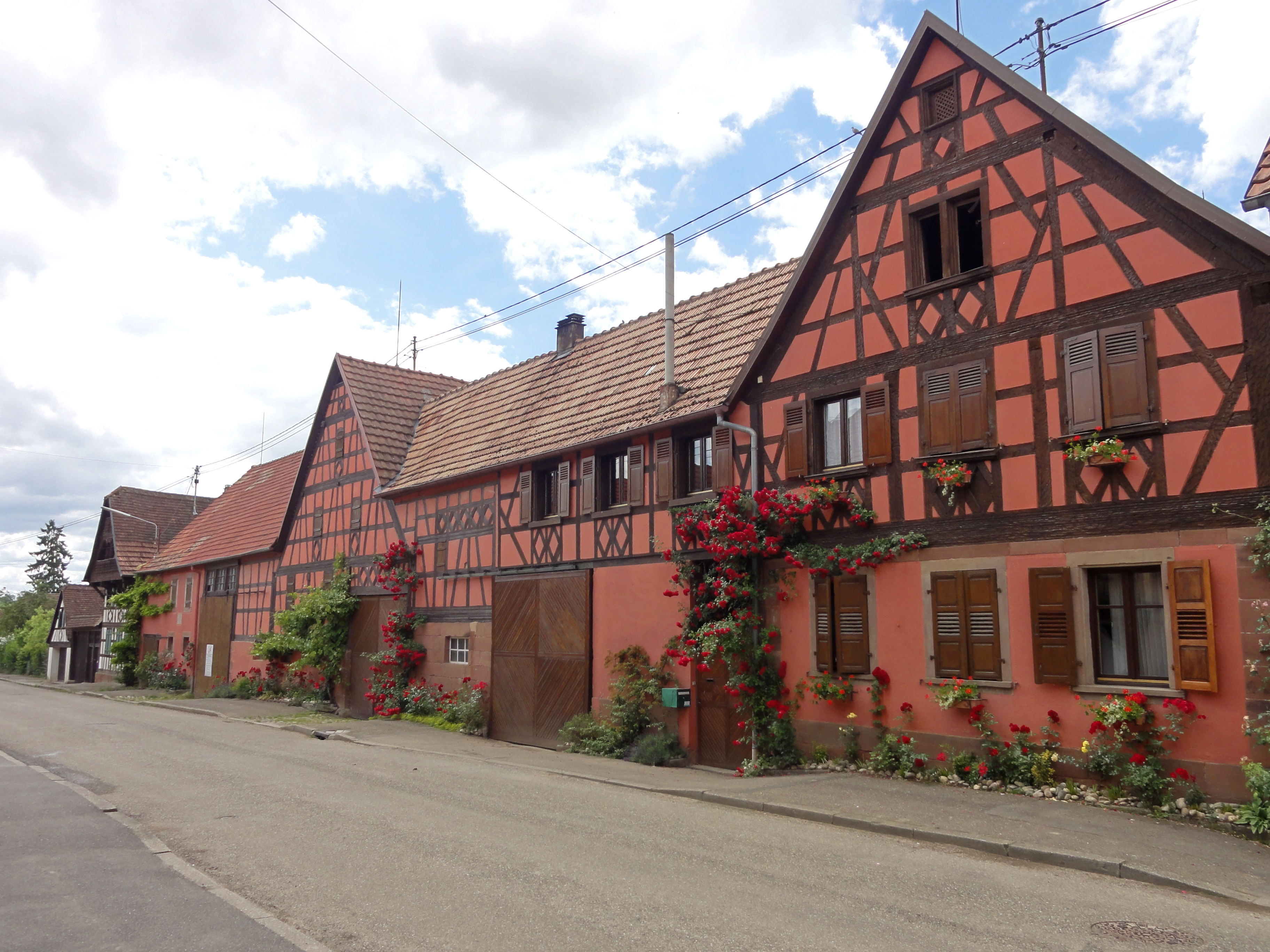
Ferme (XVIIIe au XXe), 16 rue Principale.
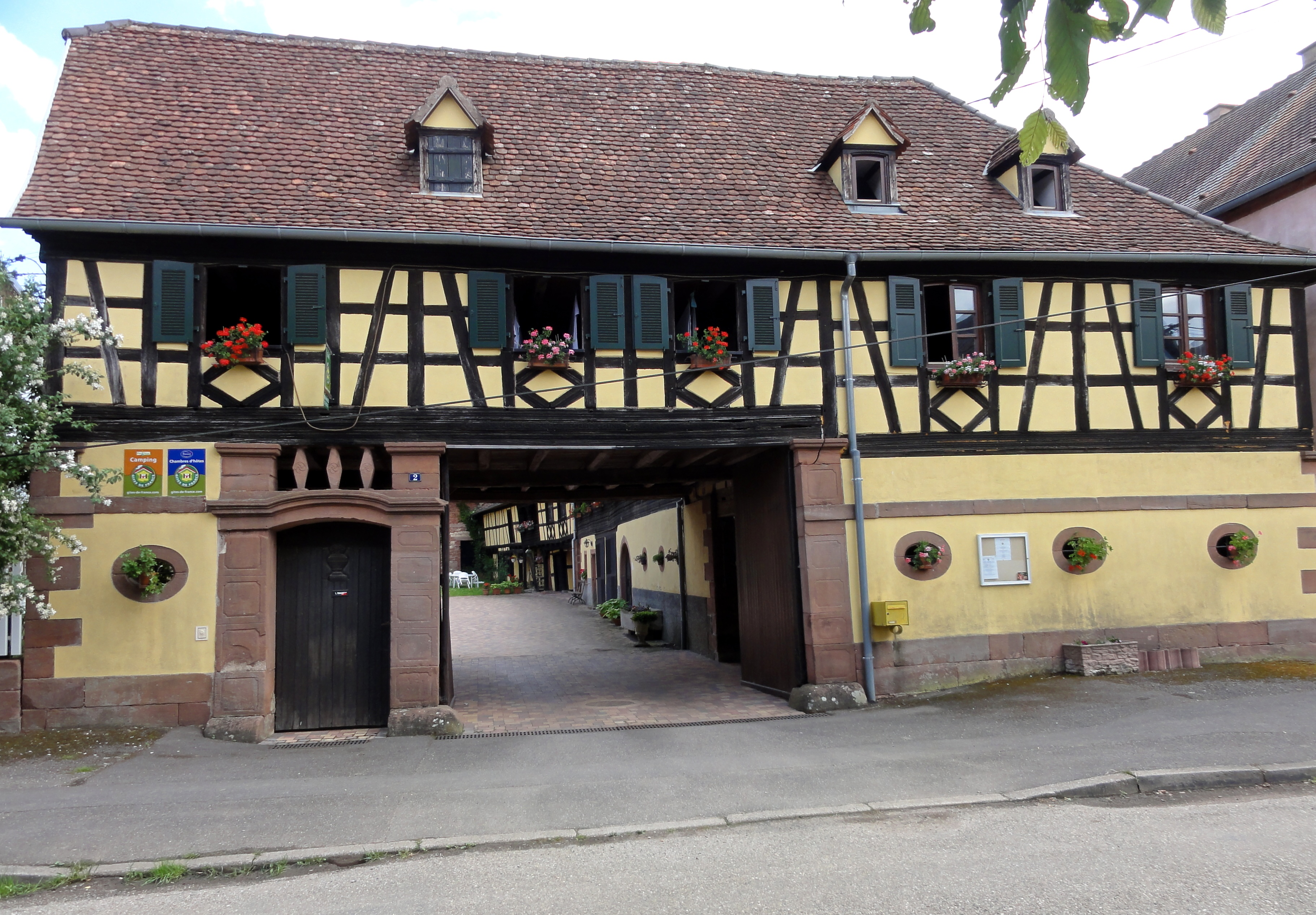
Ferme (XVIIIe-XIXe), 2 rue Principale.
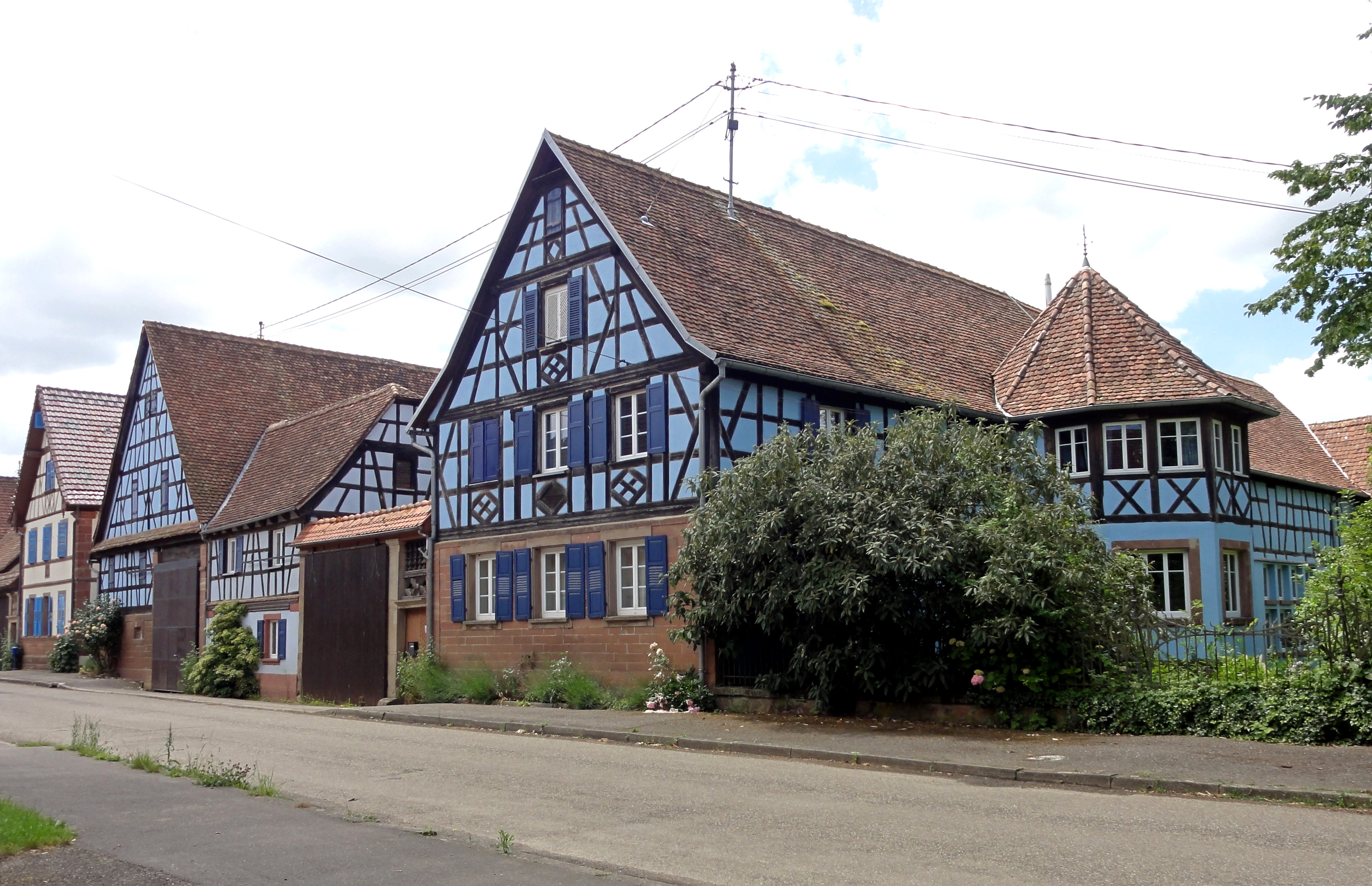
Ferme (XIXe), 21 rue Principale.
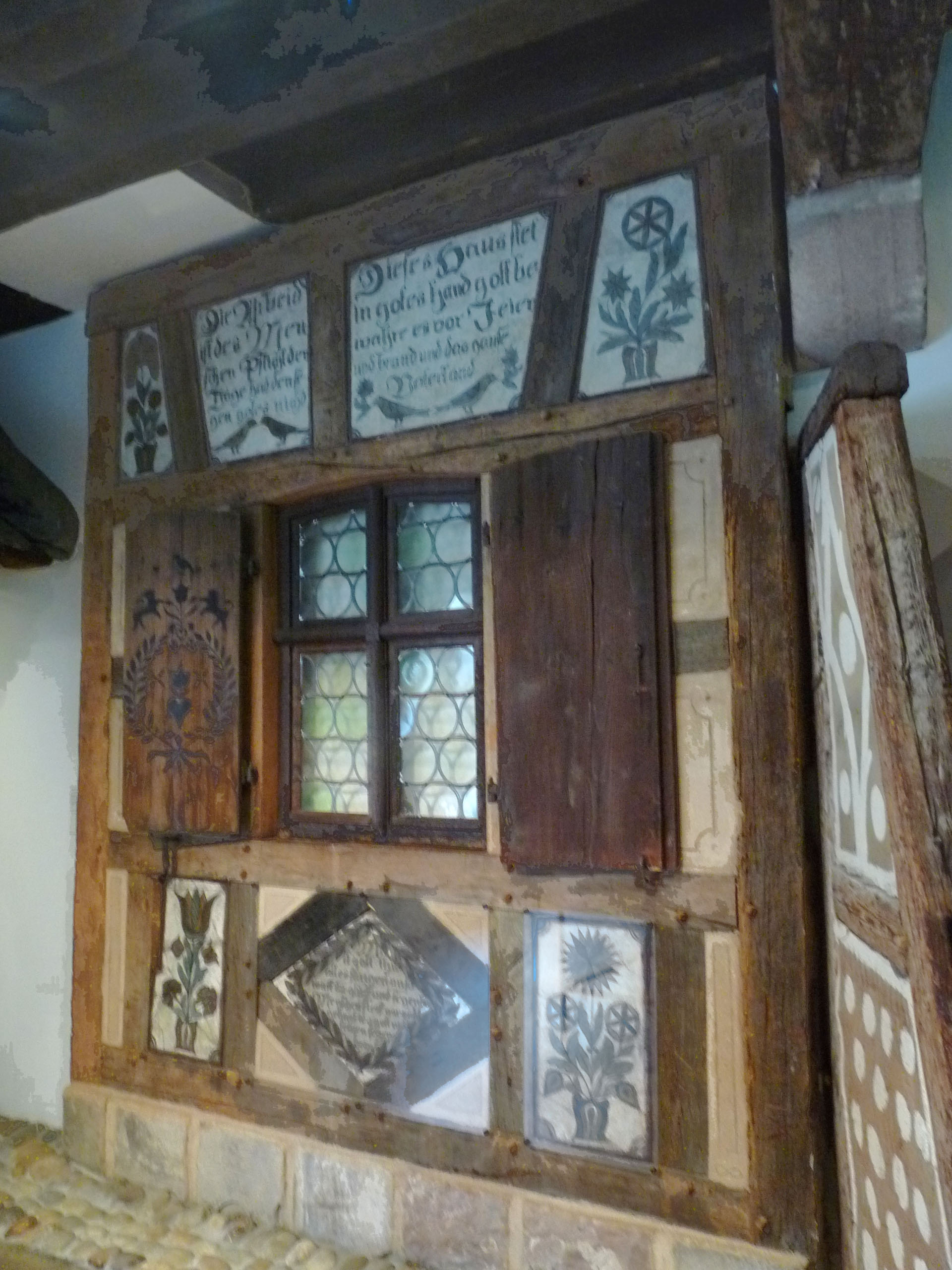
Pan de mur reconstitué (1823) au Musée alsacien de Strasbourg.

### Héraldique
| Blason de Issenhausen | Blason  | D'argent au lion de sable, au chef de gueules. |
| Blason de Issenhausen | Détails |                                                |

### divers
En 2011, Issenhausen remporte la première place à la première édition des Jeux Intervillages du pays de la Zorn.